# Вима Маре (Марамуреш)
Вима Маре (рум. Vima Mare) насеље је у Румунији у округу Марамуреш у општини Вима Мика. Oпштина се налази на надморској висини од 461 m.

## Становништво
Према подацима из 2002. године у насељу је живело 446 становника, од којих су сви румунске националности.